# Eine
Eine är ett könsneutralt förnamn. 161 män har namnet i Sverige och 259 kvinnor. Flest bär namnet i Stockholms län (70 kvinnor) och i Västra Götalands län (33 män).